# Banc Great Chagos
Pour les articles homonymes, voir Chagos.
Le banc Great Chagos, en anglais Great Chagos Bank, est un atoll inhabité de l'archipel des Chagos, dans le territoire britannique de l'océan Indien, un territoire britannique d'outre-mer.

## Géographie

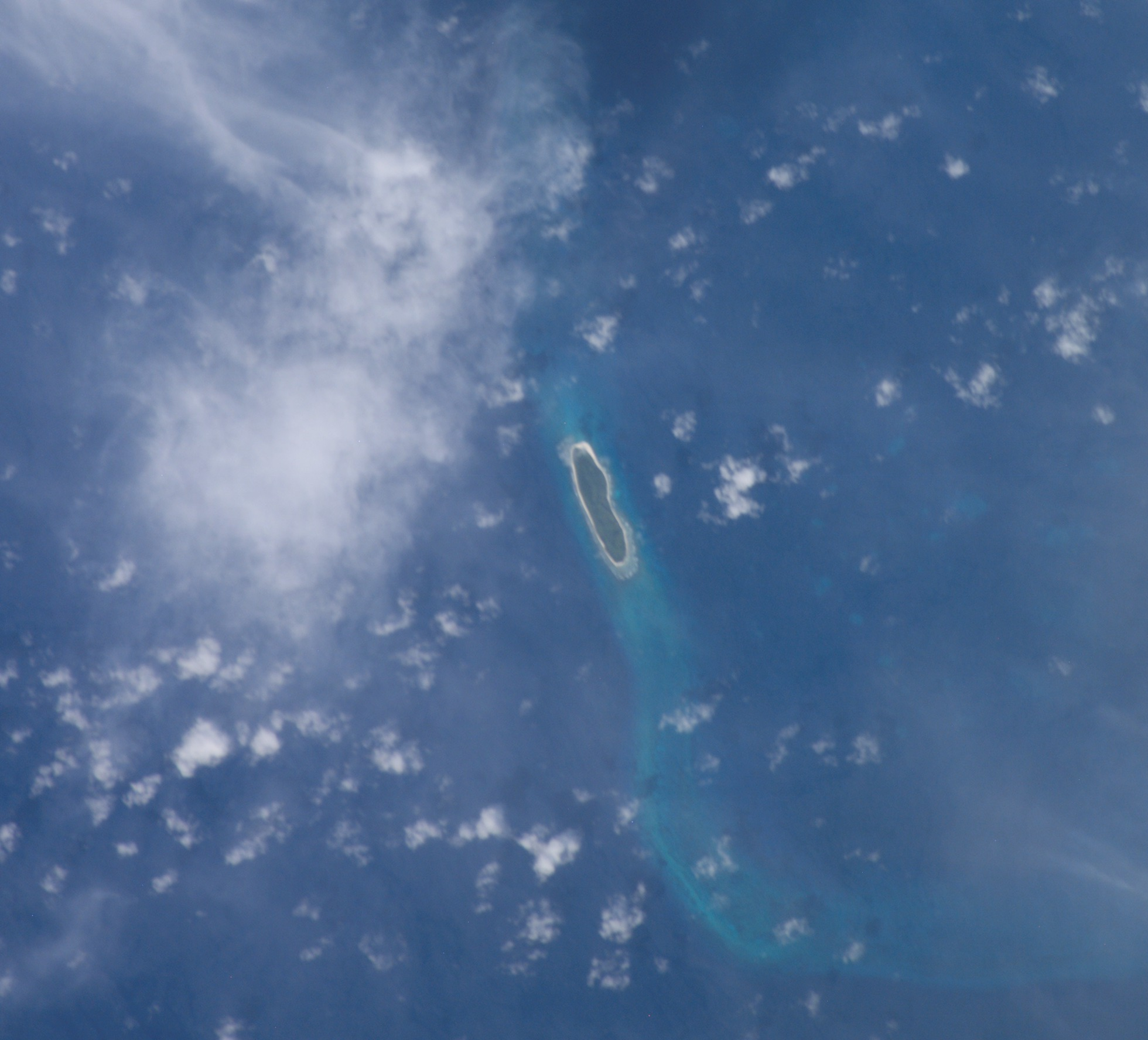
Image satellite de l'île Danger.

Le banc Great Chagos est situé dans le centre de l'océan Indien, dans le centre de l'archipel des Chagos, à 54 kilomètres au nord de Diego Garcia. Administrativement, le banc Great Chagos est inclus dans le territoire britannique de l'océan Indien, un territoire britannique d'outre-mer. Cependant, Maurice réclame la souveraineté de l'archipel des Chagos, y compris le banc Great Chagos.
L'atoll est le plus grand de l'archipel des Chagos avec 150 kilomètres d'est en ouest et 100 kilomètres du nord au sud. C'est une des structures coralliennes les plus grandes du monde et la plus importante de l'océan Indien. Le lagon mesure 13 000 km2 de superficie. Au vu de sa taille, il comporte peu d'îles, son récif corallien étant en grande partie submergé. Sept îles, l'île Danger, les îles Aigle et les Trois Frères, se répartissent dans l'Ouest de l'atoll ainsi qu'une dans le Nord, l'île Nelsons (ou Legour). La superficie totale des terres émergées est de 6 km2. Le banc Great Chagos est inclus dans la réserve naturelle de l'archipel des Chagos et ses îles en elle-même forment une réserve naturelle stricte qui interdit l'accès et l'approche de ces îles.
La cartographie du banc Great Chagos a été entreprise pour la première fois par le capitaine britannique Robert Moresby en 1837. Cependant, la physionomie réelle de l'atoll n'est connue qu'à la fin du XXe siècle avec les images satellites. Entre cette première cartographie et celles plus récentes, les terres émergées ont changé de physionomie. Ainsi, des îles qui existaient dans le Sud-Est de l'atoll sont parfois encore mentionnées sur des cartes nautiques avec un avertissement sur leur existence.
| Nom                       | Superficie (km2) |
| ------------------------- | ---------------- |
| Île Aigle                 | 2.45             |
| Middle Brother            | 0.08             |
| North Brother             | 0.06             |
| South Brother             | 0.23             |
| Île Danger                | 0.66             |
| Île Nelsons ou île Legour | 0.81             |
| Île aux Vaches            |                  |
| non nommé                 |                  |

## Histoire
Les îles ont été découvertes progressivement à partir du XVIIIe siècle. La dernière à avoir été découverte est l'île Nelsons (ou Legour) en 1820, par un navigateur breton Alexis Legour.
La plupart des îles du Banc Great Chagos sont toujours restées inhabitées, à quelques exceptions près, liées à l'exploitation des vastes cocoteraies occupant l'archipel.
En 1837, le commandant Robert Moresby cartographie les récifs de l'archipel.
En 1998, l'archipel est transformé en réserve naturelle maritime. Elle forme aujourd'hui la plus grande réserve maritime au monde (deux fois la superficie de la Grande-Bretagne).
L'île Nelsons abrite par exemple un grand nombre de tortues de mer.
Elle a aussi été identifiée comme une zone importante pour la conservation des oiseaux (ZICO) par BirdLife International. L'île Nelsons accueillait ainsi en 2012 près de 13 700 couples de Noddi marianne, et 8 300 couples de Noddi brun.
Le 25 février 2019, dans un avis consultatif, la Cour internationale de justice estime que le Royaume-Uni a « illicitement » séparé l’archipel des Chagos de l’île Maurice après son indépendance en 1968,.
L'assemblée générale de l’ONU a adopté une résolution le 22 mai 2019, commandant à la Grande-Bretagne de restituer l'archipel des Chagos à la République mauricienne dans les six mois, ce qui permettrait aux Chagossiens de retrouver leurs terres.
En mai 2019, l'Assemblée générale de l'ONU avait adopté à une très large majorité une résolution, non contraignante mais à forte valeur politique, donnant six mois à Londres pour procéder à cette rétrocession. Ce délai a pris fin le 22 novembre 2019 sans que le Royaume-Uni se conforme à cette résolution, ni à l'avis consultatif formulé en février par la Cour internationale de justice (CIJ) demandant à Londres de mettre fin "dans les plus brefs délais" à son administration des Chagos.
Le 15 janvier 2020, Pravind Jugnauth premier ministre des île Maurice, était à Londres pour assister à un sommet sur les investissements de la Grande-Bretagne en Afrique. il s'est entretenu avec les chefs des gouvernements de l'Afrique du Sud, du Kenya, de Côte d'Ivoire et du Mozambique. Il a indiquait que : "Port-Louis étudiait la possibilité d’entamer des poursuites contre des responsables britanniques devant la Cour pénale internationale pour crime contre l’humanité", écrit IonNews.
Le 25 mai 2020, la nouvelle carte publiée par l'ONU fait apparaitre l'archipel des chagos comme territoire Mauricien.